# Pont de l'Exposició
Il pont de l'Exposició, detto anche il pettine è un ponte che attraversa i giardini del Turia della città di Valencia.
Il ponte è stato progettato dall'ingegnere e architetto valenciano Santiago Calatrava, è di acciaio ad alta resistenza e ha un'altezza di 14 metri, 26 metri di larghezza e quasi 131 metri di lunghezza.